# José María Cordero Torres
José María Cordero Torres (Almería, 14 de diciembre de 1909-Madrid, 23 de marzo de 1977) fue un jurista, politólogo y africanista español, autor de numerosas obras sobre el colonialismo.

## Biografía
Nacido el 14 de diciembre de 1909 en Almería, estudió derecho en la Universidad de Granada y en 1929 se doctoró en derecho en la Universidad de Madrid. Durante la Segunda República fue colaborador de la revista JONS, de Ramiro Ledesma. También fue miembro fundador de la Sociedad de Estudios Internacionales y Coloniales, fundada en 1934 y dependiente originalmente del Ateneo de Madrid; posteriormente, ya durante el franquismo, del Consejo Superior de Investigaciones Científicas.
Volcado en la posguerra en los estudios coloniales, fue miembro del Instituto de Estudios Políticos (IEP) y constituyó parte del núcleo de pensamiento falangista de la institución. Fue presidente de la Sección de Relaciones Internacionales del IEP en la década de 1960. Se llegaría a interesar en el primer franquismo por la idea de un «espacio vital» español en África así como por veleidades irredentistas en Francia (Rosellón y territorios vascofranceses), Andorra e Italia (Cerdeña). Su panfleto Reivindicaciones de España (1941) acabaría siendo a la postre usado por la ONU como prueba condenatoria al régimen franquista como programa fascista. Receloso del atlantismo, llegó a proponer la articulación de una organización de ámbito mediterráneo. Según Molina Cano, fue seguidor de un «nacionalismo hispánico de tendencia universalista».
Fue director de la revista Cuadernos de Estudios Africanos, fundada en 1946. Colaboró en Cuadernos de Política Internacional y su continuación, Revista de Política Internacional, que dirigió. En 1954 se doctoraría de nuevo, en esta ocasión en Ciencias Políticas. Elegido en 1969 miembro de la Real Academia de Ciencias Morales y Políticas, tomó posesión del cargo el 14 de abril de 1970.
Falleció el 23 de marzo de 1977 en Madrid.

## Obras
- Tratado elemental de Derecho colonial español (1941).[15]
- La misión africana de España (1942).[15]
- Aspectos de la misión universal de España (1942).[15]
- Organización del Protectorado español en Marruecos (1942).[15]
- El Consejo de Estado, su trayectoria y perspectivas en España (1944).[16]
- Iradier (1944).[17]
- El africanismo en la cultura hispánica contemporánea (1949).[17]
- Política colonial (1953).[17]
- Relaciones Exteriores de España. Problemas de la presencia de España en el mundo (1954).[17]
- Textos básicos de la organización internacional (1955).[17]
- Textos básicos de América (1955).[17]
- Fronteras hispánicas: geografía e historia, diplomacia y administración (1960).[17]
- Textos básicos de África (1962).[17]
- La descolonización: un criterio hispánico (1964).[18]